# Hintere Schwärze
Hintere Schwärze ([ˈhɪntəʀə ˈʃvɛʁʦə]ⓘ; wł. Cima Nera) – szczyt w Alpach Ötztalskich, części Centralnych Alp Wschodnich. Leży na granicy między Austrią (Tyrol) a Włochami (Południowy Tyrol). Od południowej strony na szczycie zalega lodowiec Marzellferner. Jest to czwarty co do wysokości szczyt Alp Ötztalskich.
Szczyt można zdobyć drogami ze schroniska: Martin-Busch-Hütte (2501 m). Pierwszego wejścia dokonali E. Pfeiffer, B. Klotz i J. Scheiber 10 września 1867 r.